# ニコラウス1世 (ローマ教皇)
ニコラウス1世（Nicolaus I, 820年頃? - 867年11月13日）は、第105代ローマ教皇（在位：858年4月24日 - 867年11月13日）。

## 生涯と教皇選出
ニコラウス1世は、ローマに生まれた。父は有力な行政官であったと伝えられている。先代教皇ベネディクトゥス3世が858年4月17日に崩御した後、同年4月24日に教皇に選出された。

## 強硬政策と教会統治
教皇就任後、ニコラウス1世は強硬な政策を展開した。その一環として、ラヴェンナとランスの2人の大司教を罷免した。また、ロタール2世が正妃テウトベルガとの離婚を企図した際、それに積極的に賛同した2人の大司教をも罷免し、ロタール2世の離婚に強く反対した。さらに、フォティオス1世がコンスタンティノポリス総主教に就任することにも反対し、東ローマ帝国との対立を激化させた。

## 死去
ニコラウス1世は、867年11月13日に死去した。在位期間は9年6か月19日であった。